# Maripipi, Biliran
Maripipi là một đô thị cấp năm ở tỉnh Biliran, Philippines. Theo điều tra dân số năm 2000, đô thị này có dân số 8.319 người trong 1.562 hộ.

## Các đơn vị hành chính
Maripipi, về mặt hành chính, được chia thành 15 khu phố (barangay).
- Agutay
- Banlas
- Bato
- Binalayan West
- Binalayan Đ
- Burabod
- Calbani
- Canduhao
- Casibang
- Danao
- Ol-og
- Binongto-an (Poblacion Norte
- Ermita (Poblacion Sur)
- Trabugan
- Viga